# Радо иде Србин у војнике
Радо иде Србин у војнике или Граничарска песма је популарна српска патриотска песма.

## О песми
Написана је почетком 40-их година 19. века. Панчевачки свештеник и прота Васа Живковић, као младић написао је „Граничарску песму“, у народу познатом под називом „Радо иде Србин у војнике“.
На Живковићеве стихове, музику је компоновао Антоније Јахимек у Панчеву, а потом је ову песму за мушки хор хармонизовао Никола Ђурковић, предводник панчевачког Дилетантског позоришног друштва (уједно и композитор – наставник музике на двору кнеза Михаила Обреновића). Песма је први пут јавно изведена 1. фебруара 1844. г. на позоришној представи у Панчеву и наишла је на одушевљење. Касније је композитор Корнелије Станковић обрадио је ову мелодију за клавир и песма стиже до хорова, оркестара и певача, управо у време Војводства српског и буђења српског романтизма. Њена музичка композиција Корнелија Станковића преузета је уз композицију Сунце јарко у Словенски марш Чајковског.
Назива се још и најпознатијом песмом војвођанских Срба у 19. веку.
Песма је са промењеним текстом позната и хрватској јавности.